# Louis-Olivier de Roux
Pour les articles homonymes, voir de Roux.
 (juillet 2011).
Si vous disposez d'ouvrages ou d'articles de référence ou si vous connaissez des sites web de qualité traitant du thème abordé ici, merci de compléter l'article en donnant les références utiles à sa vérifiabilité et en les liant à la section « Notes et références ».
Louis-Olivier de Roux, né à Poitiers le 3 décembre 1914 et décédé à Dhuisy le 9 septembre 1962, est un directeur de la Caisse nationale de l'énergie et un militant monarchiste français.

## Éléments biographiques
Il est le troisième fils de Marie de Roux, avocat de l'Action française et proche de Charles Maurras. Sa femme, Jeanine Real del Sarte (1919-2003) était la fille du sculpteur Maxime Real del Sarte.
Militant d'Action française, il est en 1955, le cofondateur avec Pierre Juhel de la Restauration nationale, mouvement royaliste succédant à l'Action française. Il est également l'un des collaborateurs du journal Aspects de la France.
Il succéde à Maurice Pujo en 1955 comme président des Comités directeurs de l'Action française, fonction qu'il occupe jusqu'à sa mort en 1962.
Il est l'oncle de l'écrivain Dominique de Roux et de son frère l'homme politique Xavier de Roux.